# Dorfkirche Chossewitz

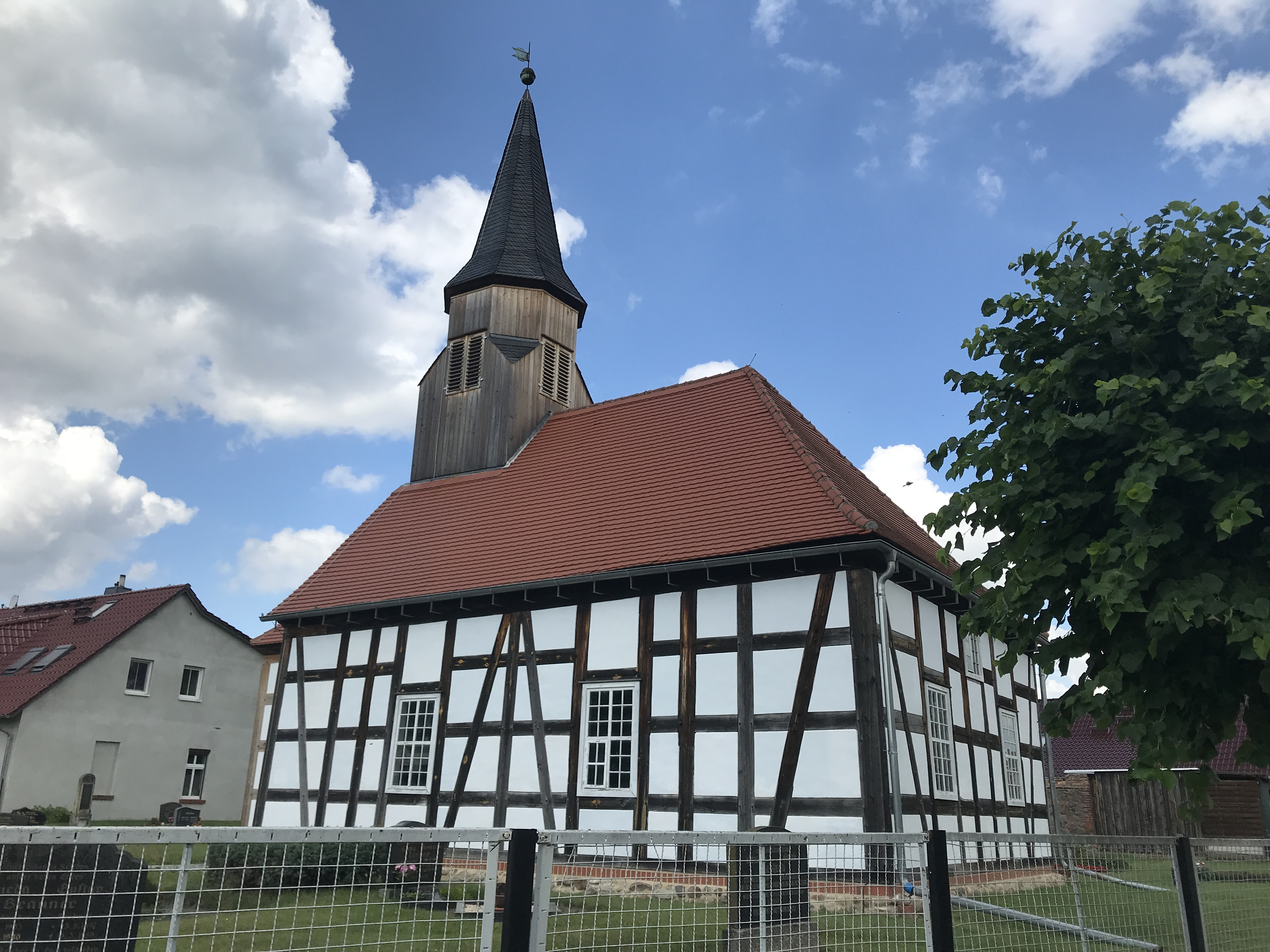
Dorfkirche Chossewitz

Die evangelische Dorfkirche Chossewitz ist eine Fachwerkkirche aus der Zeit um 1730 in Chossewitz, einem Ortsteil der Stadt Friedland im Landkreis Oder-Spree im Land Brandenburg. Die Kirchengemeinde gehört zum Kirchenkreis Oderland-Spree der Evangelischen Kirche Berlin-Brandenburg-schlesische Oberlausitz.

## Lage
Die Straße Chossewitz umspannt im historischen Dorfkern eine annähernd dreieckige Fläche. Dort steht die Kirche auf einem Grundstück, das mit einem Zaun eingefriedet ist.

## Geschichte
Das Bauwerk entstand in der Zeit um 1730. Nach der Schlacht bei Kunersdorf im Siebenjährigen Krieg wurde die Kirche annähernd vollständig zerstört und im Jahr 1767 wiederaufgebaut. Um 1780 kam im Westen ein Vorbau hinzu. In den Jahren 1992/1993 wurde der Innenraum des Bauwerks restauriert. Im Jahr 2008 wurde ein Teil der Fassade saniert.

## Baubeschreibung

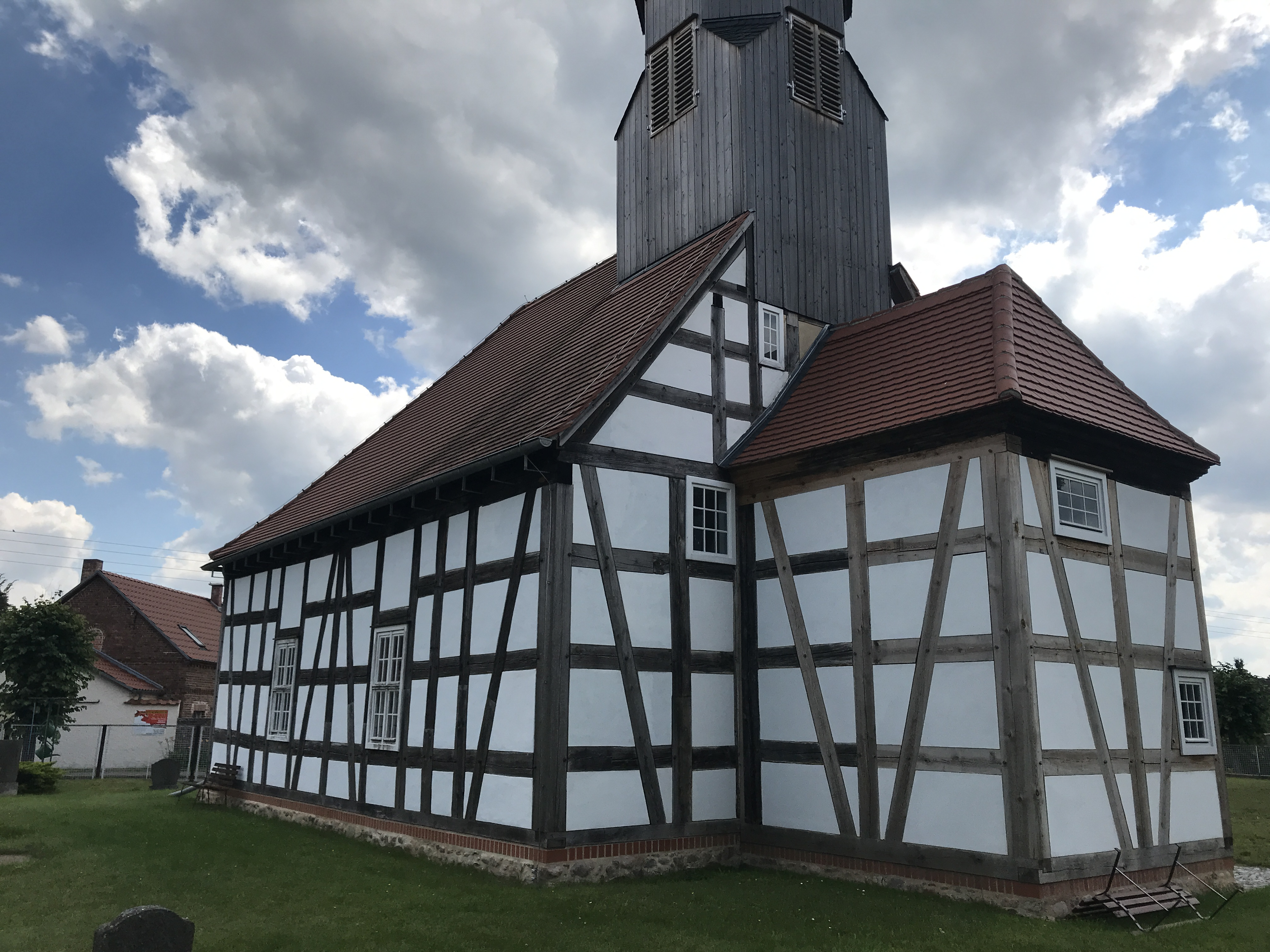
Ansicht von Nordwesten

Das Bauwerk wurde aus Fachwerk errichtet. Der Chor ist gerade und nicht eingezogen. An der Ostseite sind zwei hochrechteckige Fenster, darüber mittig ein kleineres, ebenfalls hochrechteckiges Fenster.
Das Kirchenschiff hat einen rechteckigen Grundriss. An der Nord- und Südseite sind ebenfalls zwei große und hochrechteckige Fenster. An der Westwand befindet sich ein kleiner, eingezogener Anbau mit einem querrechteckigen Grundriss. Dort ist an der Südseite eine Pforte, durch die das Bauwerk betreten werden kann. Westlich hiervon ist ein kleines Fenster. Zwei weitere Fenster sind an der Westseite.
Oberhalb des Schiffs erhebt sich der Kirchturm. Er hat einen polygonalen Unterbau und an den vier den Himmelsrichtungen zugewandten Seiten je eine hochrechteckige Klangarkade. Darüber erhebt sich ein gebrochener Spitzhelm, der mit Turmkugel und Wetterfahne abschließt. Das Schiff trägt ein Satteldach, das nach Osten hin abgewalmt ist.

## Ausstattung
Die Kirchenausstattung stammt im Wesentlichen aus der Bauzeit der Kirche. Der hölzerne Kanzelaltar entstand im Ende des 18. Jahrhunderts, ebenso die Hufeisenempore. Dort steht im westlichen Bereich eine Orgel, die Carl Arendt Züllichau im Jahr 1885 schuf. Das Instrument wurde 1996 von Christian Scheffler restauriert und besitzt ein Manual mit fünf Registern.
Südlich und dort außerhalb der Einfriedung erinnert ein Denkmal an die Gefallenen der Weltkriege.